# Ape (balíček programu R)
ape (zkratka pro anglický název Analysis of Phylogenetics and Evolution) je balík pro fylogenetické analýzy pro prostředí R.
Tento balík poskytuje funkce pro čtení, psaní, kreslení a manipulaci s fylogenetickými stromy, vytváření konsensuálních stromů a výpočet druhových stromů (Species tree) z genových stromů (Gene tree), analýzy srovnávacích dat ve fylogenetickém rámci, analýzy rodových znaků, analýzy diverzifikace a makroevoluce, výpočty vzdálenosti z sekvencí DNA, čtení a psaní nukleotidových sekvencí stejně jako importování z BioConductoru či GenBank a několik nástrojů, jako je Mantelův test, generalizované panoramatické výkresy, grafický průzkum fylogenetických dat, odhad absolutních evolučních rychlostí a odhad míry speciace a extinkce pomocí birth-death modelu, datování stromů za použití ancient DNA, manipulaci se sekvencemi DNA a jejich překládání do sekvencí aminokyselin, vyhodnocení sekvenčního uspořádání stejně jako výpočet frekvencí jednotlivých nukleotidů. Tento balík navíc obsahuje datasety různých živočichů (např. ptáků, netopýrů či myšic). Odhad fylogeneze lze provádět metodami např. UPGMA a Neighbor-joining, atd. Pro některé funkce je nutné použít externí aplikace (PhyML, Clustal, T-Coffee, Muscle). Zároveň je  tento balík využíván jinými balíky (např. pegas nebo Phytools) a je tak nezbytný pro analýzu fylogeneze v R.
První verze byla vydána 27. srpna 2002, od té doby vyšlo více než 90 nových verzí, 4. dubna 2018 byla vydána verze 5.1.